# Утва 212
212 (авион) је југословенски војни школски једномоторни нискокрилни клипни авион двосед за напредну прелазну тренажну обуку. Авион је модерних аеродинамичких линија дрвене конструкције са увлачећим стајним трапом и затвореном кабином, који се производио у фабрици авиона Утва у Панчеву.

## Пројектовање и развој
Непосредно по окончању рата а на основу расписаног интерног конкурса из 1946. године, урађени су пројекти авиона за тренажну прелазну обуку пилота са ознакама 212 и 213, оба са истим мотором Ренџер СВГ-770C-Б1 од 330 kW (450 КС). Авион 212 су пројектовали конструктори Илић, Зрнић и Поповић, а прототип је направљен у Икарусу. Авион је био потпуно дрвене конструкције нискокрилац са уграђеним линијским мотором Ренџер. Имао је увлачећи стајни трап са репним точком. Авион је био двосед са затвореном кабином у којој су седели један иза другог инструктор и ученик (тандем распоред).
Први лет прототипа 212 и 213 је изведен 1948. године а након испитивања серијски су се производили у фабрици авиона Утва у Панчеву од 1950. до 1955. године. Укупно је направљено 60 авиона Утва 212 и 196 примерака 213 (авион). Наследник ових авиона исте намене и класе је био 522 (авион). 

### Технички опис
Носећа структура трупа авиона 212 је била класична дрвен преко које су биле постављене уздужне дрвене летвице преко којих се затезала облога која је била од импрегнираног платна. У трупу авиона се налазила пространа кабина у коју су била смештена два кокпита у тандем распореду (један иза другог) за инструктора и пилота ученика. Ученик је седео на првом седишту а инструктор на другом. Авион је има дупле команде. Кабина је била покривена поклопцем од плексигласа који се отварао повлачењем уназад (такозвани шибер поклопац).
Крила су била дрвене конструкције, конзолна и самоносећа са две рамењаче, трапезастог облика са заобљеним крајевима, обложена импрегнираним платном. Импрегнираним платном су били обложени и покретни делови крила. Оса крила је била управна на осу авиона. Конструкције репних површина су биле направљене као дрвене конструкције, обложене импрегнираним платном.
Стајни трап овог авиона је био класичан увлачећи. Ноге стајног трапа са точковима су се у току лета увлачила у корене крила. У ногама су се налазили уљно-пнеуматски амортизери, а увлачење ногу стајног трапа се обављало хидрауличним путем У точковима су биле уграђене кочнице. На репу авиона се налазио клавирски гумени точак који се у току лета није увлачио у труп авиона.

## Оперативно коришћење
Серијска производња овог авиона се одвијала у Фабрици авиона Утва из Панчева у периоду од 1950 до 1955. године. Популаран назив овог авиона је био 212 (авион). Укупно је направљено 60 примерака ових авиона и сви су се користили за прелазну обуку пилота у ратном ваздухопловству Југославије док их нису заменили модернији авиони металне конструкције Икарус/СОКО 522 са Прат Витни радијалним мотором.

## Земље које су користиле овај авион
| - Југославија-ФНРЈ/СФРЈ |

## Особине авиона Икарус 212

### Опште карактеристике
- Мотор - 1 x 330 kW Ренџер SVG-770C-B1
- Елиса - двокрака променљивог корака,
- Размах крила - 11,00 m,
- Површина крила - 21,90
- Дужина авиона - 9,32 m,
- Висина авиона - 3,58 m,
- Тежина празног авиона - 1.300 kg,
- Максимална полетна тежинаљ - 2.400 kg,
- Посада - 2 члана.
- Наоружање - 2 митраљеза 7,92 mm, и 2 лаке бомбе по 50 kg испод крила
- Стајни трап - увлачећи

### Перформансе
- Максимална брзина - 287 km/h,
- Путна брзина - 242 km/h,
- Долет - 920 km,
- Плафон лета - 7.000